# Winter Rose
Winter Rose je kanadski glam metal sastav aktivan sredinom 1980-ih. 
Izdao je samo jedan istoimeni album Winter Rose.
Najpoznatiji su po pjevaču Jamesu LaBrieju, koji se kasnije pridružio mnogo poznatijem američkom sastavu Dream Theater.

## Diskografija
- Winter Rose (1987.)